# Duniya Ek Tamasha
Duniya Ek Tamasha （印地語：দুনিয়া এক তামাশা）是一部是一部於1942年上映的寶萊塢電影。 主要演員包括 Sardar Akhtar、Gope 和 Wazir。 該電影是一部情感、浪漫、音樂和驚悚類型的家庭劇，講述了一位和藹可親的女孩和她的家人生活的故事。女孩遇到了一位善良的男子，兩人相愛並希望結婚。然而，隨後發生的一系列社會事件對他們的家庭造成了困擾，並使他們的生命面臨危險，最終帶來了嚴重的後果。 
電影中的插曲《Ye Duniya Ek Tamasha》（印地語：ये दुनिया एक तमाशा）成為了電影的一大亮點。 
此外，《Duniya Ek Tamasha Hai》是由詩人法麗達·卡南（Farida Khanam）創作的乌尔都语詩歌（Ghazal）。這首詩歌屬於悲傷、社會和友誼三大類別。

## 外部連結
- 互联网电影数据库（IMDb）上《Duniya Ek Tamasha》的资料（英文）